# Apamea ochrea
Apamea ochrea är en fjärilsart som beskrevs av Tutt 1891. Apamea ochrea ingår i släktet Apamea och familjen nattflyn. Inga underarter finns listade i Catalogue of Life.